# Ōza 2012
L'Ōza 2012 è stata la sessantesima edizione del torneo goistico giapponese Ōza.

## Svolgimento

### Fase preliminare
La fase preliminare serve a determinare chi accede al torneo per la selezione dello sfidante. Consiste in una serie di tornei preliminari iniziali, i cui vincitori si qualificano al torneo per la determinazione dello sfidante.
- W indica vittoria col bianco
- B indica vittoria col nero
- X indica la sconfitta
- +R indica che la partita si è conclusa per abbandono
- +N indica lo scarto dei punti a fine partita
- +F indica la vittoria per forfeit
- +T indica la vittoria per timeout
- +? indica una vittoria con scarto sconosciuto
- V indica una vittoria in cui non si conosce scarto e colore del giocatore

|  | Primo turno       | Primo turno       | Primo turno |  |  | Secondo turno     | Secondo turno     | Secondo turno |     |                   | Semifinali        | Semifinali | Semifinali |  |  | Finale | Finale | Finale |
|  |                   |                   |             |  |  |                   |                   |               |     |                   |                   |            |            |  |  |        |        |        |
|  | Tomoyasu Mimura   |                   |             |  |  |                   |                   |               |     |                   |                   |            |            |  |  |        |        |        |
|  | Toshiya Imamura   | Toshiya Imamura   | W+R         |  |  | Toshiya Imamura   | Toshiya Imamura   |               |     |                   |                   |            |            |  |  |        |        |        |
|  | Cho Chikun        | Cho Chikun        |             |  |  | Satoshi Yuki      | Satoshi Yuki      | B+6,5         |     |                   |                   |            |            |  |  |        |        |        |
|  | Satoshi Yuki      | Satoshi Yuki      | W+R         |  |  |                   |                   |               |     | Satoshi Yuki      | Satoshi Yuki      |            |            |  |  |        |        |        |
|  | Kimio Yamada      | Kimio Yamada      | B+1,5       |  |  |                   | Yuta Iyama        | Yuta Iyama    | W+R |                   |                   |            |            |  |  |        |        |        |
|  | Tetsuya Kiyonari  | Tetsuya Kiyonari  |             |  |  | Kimio Yamada      | Kimio Yamada      |               |     |                   |                   |            |            |  |  |        |        |        |
|  | Yuta Iyama        | Yuta Iyama        | B+R         |  |  | Yuta Iyama        | Yuta Iyama        | B+R           |     |                   |                   |            |            |  |  |        |        |        |
|  | Rin Kono          | Rin Kono          |             |  |  |                   |                   |               |     |                   | Yuta Iyama        | Yuta Iyama | W+R        |  |  |        |        |        |
|  | Hideyuki Sakai    | Hideyuki Sakai    | W+5,5       |  |  |                   | Naoki Hane        | Naoki Hane    |     |                   |                   |            |            |  |  |        |        |        |
|  | Kenichi Mochizuki | Kenichi Mochizuki |             |  |  | Hideyuki Sakai    | Hideyuki Sakai    |               |     |                   |                   |            |            |  |  |        |        |        |
|  | Atsushi Tsuruyama | Atsushi Tsuruyama | W+11,5      |  |  | Atsushi Tsuruyama | Atsushi Tsuruyama | B+25,5        |     |                   |                   |            |            |  |  |        |        |        |
|  | Keigo Yamashita   | Keigo Yamashita   |             |  |  |                   |                   |               |     | Atsushi Tsuruyama | Atsushi Tsuruyama |            |            |  |  |        |        |        |
|  | Kim Sujun         | Kim Sujun         | W+R         |  |  |                   | Naoki Hane        | Naoki Hane    | W+R |                   |                   |            |            |  |  |        |        |        |
|  | Norimoto Yoda     | Norimoto Yoda     |             |  |  | Kim Sujun         | Kim Sujun         |               |     |                   |                   |            |            |  |  |        |        |        |
|  | Naoki Hane        | Naoki Hane        | B+R         |  |  | Naoki Hane        | Naoki Hane        | B+R           |     |                   |                   |            |            |  |  |        |        |        |
|  | Ishu Ri           |                   |             |  |  |                   |                   |               |     |                   |                   |            |            |  |  |        |        |        |

### Finale
La finale è una sfida al meglio delle cinque partite.